# ماكس جان
ماكس جان (بالفرنسية: Max Jean)‏ هو سائق سيارة سباق فرنسي، ولد في 27 يوليو 1943 في مارسيليا في فرنسا.